# Ulrich Wüst
Pour les articles homonymes, voir Wüst.
Ulrich Wüst, né le 12 mai 1949 à Magdebourg (Allemagne), est un photographe allemand.

## Biographie
En 2017, Ulrich Wüst a fait partie des artistes sélectionnés pour l'exposition documenta 14 à Cassel.